# Archiearis laeta
Archiearis laeta är en fjärilsart som beskrevs av Hans Rebel 1910. Archiearis laeta ingår i släktet Archiearis och familjen mätare. Inga underarter finns listade i Catalogue of Life.